# LaShawn Tináh Jefferies
LaShawn Tináh Jefferies (24 de diciembre de 1994) es una actriz estadounidense que interpreta la voz de Uniqua en la versión estadounidense del programa infantil Backyardigans.
Su hermano mayor Marc John Jefferies también es actor. Tiene un hermano menor llamado Marc Arthur Jefferies. Reside en la ciudad de Nueva York.
- Datos: Q6460907